# スペインの国章
スペインの国章（スペインのこくしょう Escudo de España）は、フランコ総統統治下の国章から変更され、1981年に制定された。この国章はスペイン国旗にも描かれている。
スペインの国章は盾の中にそれぞれスペイン王家、スペインの王冠、立憲君主制を表すシンボルが描かれている。そしてその盾を支えるサポーターとして、スペインの歴史・地理的な情勢を象徴するヘラクレスの柱が使われている。

## 特徴
スペインの国章は、以下の歴代国章のシンボルとスペインに関係するシンボルで成り立っている。
| 紋章 | 国名               | 詳細 |
| ---- | ------------------ | --- |
|      | カスティーリャ王国 | 盾の左上 地はギュールズ（赤）。3本の塔を持つ城が描かれている。城の地はオーア（金色）。縁取りはセーブル（黒）、窓はアジュール（青）。                            |
|      | レオン王国         | 盾の右上 地はアージェント（銀色）。ランパントと呼ばれる体勢で、金の冠をかぶったパーピュア（紫）のライオンが描かれている。舌と爪はギュールズ。                   |
|      | アラゴン王国       | 盾の左下 地はオーア（金色）。に4本のギュールズ（赤）の縦線。 |
|      | ナバラ王国         | 盾の右下 地はギュールズ（赤）。 オーア（金色）のチェーン状の十字（クロス）、X字（サルタイアー）、縁取り（オール）が描かれている。中央にヴァート（緑色）が入る。 |
|      | グラナダ王国       | 盾の下部 地はアージェント（銀色）。ザクロの実と葉が描かれている。                                                                                               |

| 紋章 | 紋章の意味                            | 詳細 |
| ---- | ------------------------------------- | --- |
|      | ブルボン家 （アンジュー公）           | 盾の中央 地はアジュール（青）。ボーデュア（縁取り）はギュールズ（赤）。オーア（金色）のフルール・ド・リスが3個描かれている。                            |
|      | ヘラクレスの柱                        | サポーター 両脇にあるサポーターは、ジブラルタル海峡の古い呼び名。そのモットーであるPlus Ultra（プルス・ウルトラ）は、ラテン語で「さらに彼方へ」の意味。 |
|      | 王冠（神聖ローマ帝国、 オーストリア） | 左サポーター上部 スペイン王カルロス1世（神聖ローマ皇帝カール5世）の王冠。                                                                               |
|      | スペイン王の王冠                      | 盾と右サポーター上部 金と宝石、8個のバラ飾り（図では5個）、真珠、ダイヤモンドで飾られ、頂点には球と十字架が設置されている王冠。                         |

| 紋章 | 国名               | 詳細 |
| ---- | ------------------ | --- |
|      | カスティーリャ王国 | 盾の左上 地はギュールズ（赤）。3本の塔を持つ城が描かれている。城の地はオーア（金色）。縁取りはセーブル（黒）、窓はアジュール（青）。                            |
|      | レオン王国         | 盾の右上 地はアージェント（銀色）。ランパントと呼ばれる体勢で、金の冠をかぶったパーピュア（紫）のライオンが描かれている。舌と爪はギュールズ。                   |
|      | アラゴン王国       | 盾の左下 地はオーア（金色）。に4本のギュールズ（赤）の縦線。 |
|      | ナバラ王国         | 盾の右下 地はギュールズ（赤）。 オーア（金色）のチェーン状の十字（クロス）、X字（サルタイアー）、縁取り（オール）が描かれている。中央にヴァート（緑色）が入る。 |
|      | グラナダ王国       | 盾の下部 地はアージェント（銀色）。ザクロの実と葉が描かれている。                                                                                               |

| 紋章 | 紋章の意味                            | 詳細 |
| ---- | ------------------------------------- | --- |
|      | ブルボン家 （アンジュー公）           | 盾の中央 地はアジュール（青）。ボーデュア（縁取り）はギュールズ（赤）。オーア（金色）のフルール・ド・リスが3個描かれている。                            |
|      | ヘラクレスの柱                        | サポーター 両脇にあるサポーターは、ジブラルタル海峡の古い呼び名。そのモットーであるPlus Ultra（プルス・ウルトラ）は、ラテン語で「さらに彼方へ」の意味。 |
|      | 王冠（神聖ローマ帝国、 オーストリア） | 左サポーター上部 スペイン王カルロス1世（神聖ローマ皇帝カール5世）の王冠。                                                                               |
|      | スペイン王の王冠                      | 盾と右サポーター上部 金と宝石、8個のバラ飾り（図では5個）、真珠、ダイヤモンドで飾られ、頂点には球と十字架が設置されている王冠。                         |

| パントン xxx | パントン 186 | パントン 877 | パントン 872 | パントン 3415 | パントン 2935 | パントン 218 | パントン 1345 |
| ------------ | ------------ | ------------ | ------------ | ------------- | ------------- | ------------ | ------------- |
| 黒           | 赤           | 銀           | 金           | 緑            | 青            | 紫           | ザクロ        |
|              |              |              |              |               |               |              |               |

## 国章の歴史
カトリック両王の時代から1873年の第一共和政開始に至るまで、スペインの国章は王の紋章と同義と見なされてきた。国章と王家の紋章は近接に結びついていき、歴史が下り異なる政体になっても、これらの意匠は形を変えて使われ続けた。

### トラスタマラ家（1479年 - 1504年）

1492年以降のカトリック両王の紋章

1479年、アラゴンとカスティーリャの合併によってスペイン王国が誕生し、カトリック両王（イサベル1世、フェルナンド2世）が共同で統治を行った。この2人の紋章の特徴は以下の通りである。
- 盾の左上と右下はカスティーリャとレオンの国章を組み合わせたもの。
- 右上と左下はアラゴンとシチリアの国章を組み合わせたもの。
- 盾の上には王冠が載せられ、ヨハネの鷲の胸の位置に置かれている。
- 盾の下部のザクロは、1492年のグラナダ奪還後に付け加えられた。

フェルナンド2世はしばしば違うデザインの紋章を用いた。そのデザインはティアスト・パー・ペイルの形式で左からカスティリャとレオンの国章、アラゴンとナポリとシチリアの国章、アラゴンの国章の順で組み合わせたものである。ナバラの併合後、フェルナンド2世の出身地であるレイ・カトリコの紋章の右上は、パー・ペイルの形式で左側にはアラゴンとナバラの国章、右上にはエルサレムとハンガリーの国章をそれぞれパー・フェスの形式で組み合わせたものに変更された。
ナバラで1700年頃まで用いられた紋章はクォータリーの形式で以下のような紋章が入っていた。
- 左上と右下はさらに領域を4分割してカスティリャとナバラの国章を互い違いに組み合わせたもの。
- 右上はパー・ペイルの形式で左側はハンガリーとアラゴンの紋章をさらにパー・ペイルで並べたもの、右側はエルサレムの紋章。
- 左下はパー・ペイルの形式で左側はハンガリーとアラゴンの紋章をさらにパー・ペイルで並べたもの、右側はシチリアの国章。
- 下部にグラナダの国章。

アラゴンではカスティリャとレオンとアラゴンの紋章が組み合わさったものか、シチリア、アラゴン、ハンガリー、ナポリとエルサレムの紋章が組み合わされたものが紋章として使われた。ナポリでは、クォータリーの形式で左上と右下がカスティリャとレオンの組み合わせ、右上がアラゴンとエルサレムとハンガリーの組み合わせ、左下がアラゴンとシチリアの組み合わせになったものが紋章として使われた。

### スペイン・ハプスブルク家（1504年 - 1700年）

フェリペ1世の紋章

イザベル1世の死後、フェリペ1世（フィリップ美公）は即座に自らの権利を主張し、カスティーリャ王を僭称した。その際、カトリック両王の紋章を自らの紋章に取り込んだ。彼の紋章の成り立ちはクォータリーの形式で以下の通り。
- 左上と右下はカトリック両王の紋章。
- 右上と左下はグランド・クォータリーの形式で左上にオーストリア、右上に古代ブルグント王国の紋章、左下にブルゴーニュ公国、右下にブラバント公国の紋章。
- 右上と左下の中央には、パー・ペイルの形式でフランドル伯とチロルの紋章を組み合わせたものを配置。

カルロス1世の紋章

カルロス1世の簡略化された紋章

カルロス1世（神聖ローマ皇帝カール5世）は時代が進むにつれて自らの紋章を変えていった。治世最初の年は、父フィリップ美公と同じ紋章を用いた。1519年に神聖ローマ皇帝に選ばれた後、その紋章を戴冠した双頭の鷲の胸に配置したものを新たな紋章とした。伝統的に神聖ローマ皇帝は双頭の鷲を紋章としていたためである（ドイツの国章を参照）。その後、その紋章を簡略化し、パー・フェスの形式で上部にカトリック両王の紋章、下部にオーストリアの紋章を配置したものを作成した。このバージョンはネーデルラントで人気があった。そのうち、金羊毛騎士団の勲章が盾を囲むように配置されるようになった。
カルロス1世の長い治世で、たくさんのバリエーションの紋章が作られている。アラゴン地方の領土の変遷が紋章にも反映されている。1520年には、カトリック両王の紋章部分の右上と左下（アラゴンとシチリア）が、ティアスト・パー・ペイルの形式でアラゴン、エルサレムとハンガリーの紋章が組み合わさったものに置き換えられた。1530年以降のバージョンはクォータリーの形式で以下の通り。
- 左上と右下はグランド・クォータリーの形式で左上と右下にカスティーリャとレオン、右上と左下にパー・ペイルの形式で、左側がアラゴンとナバラ、右側がエルサレムとハンガリーの国章を組み合わせたもの。
- 右上と左下がオーストリアの紋章の下部にグラナダの国章を配置したもの。
- 戴冠した双頭の鷲の胸に配置され、金羊毛騎士団の勲章が盾を囲むように配置されている。
- 両脇にヘラクレスの柱が配置され、PLUS ULTRA（プルス・ウルトラ）の文字が記されている。

他方シチリアでカルロス1世が用いた紋章はクォータリーの形式で以下の通りである。
- 左上と右下はカスティーリャとレオンの紋章を組み合わせたもの。
- 右上はティアスト・パー・ペイルの形式でアラゴン、エルサレム、ハンガリーの紋章を配置したもの。
- 右下はパー・ペイルの形式でアラゴン、シチリアの紋章を配置、その下部にグラナダの国章を配置したもの。
- 戴冠した双頭の鷲の胸に配置されている。

晩年に用いた紋章はクォータリーの形式で以下の通りである。
- 左上はカスティリャとレオンの紋章を組み合わせたもの。
- 右上はグランド・クォータリーの形式で左上と右下にアラゴン、右上にシチリア、右下にナバラの紋章を組み合わせたもの。
- 左下はオーストリアの紋章。
- 右下はパー・ペイルの形式でエルサレムとハンガリーの紋章を組み合わせたもの。
- 全体の下部にはグラナダの紋章を配置し、背後には戴冠した双頭の鷹を配置した。

#### フェリペ2世からカルロス2世の時代（1556年 - 1700年）

フェリペ2世の紋章

フェリペ2世の治世で、これ以降のスペイン・ハプスブルク家の紋章が固定された。もともとフェリペ2世が使用していたのは父の紋章を簡略化したものであった。
1580年のポルトガル併合後に作成された紋章はパー・フェスの形式で以下の通りである。
- 上部はパー・ペイルの形式で左にカスティーリャとレオンの紋章、右にアラゴンとシチリアの紋章を組み合わせ、下部にグラナダの国章を配置したもの。
- 上部中央にポルトガル王国の国章を配置。
- 下部はクォータリーの形式で左上にオーストリア、右上にブルグント王国の紋章、左下にブルゴーニュ公国、右下にブラバント公国の紋章を配置したもの。
- 下部中央にパー・ペイルの形式でフランドル伯とチロルの紋章を組み合わせたものを配置。
- 盾の上には王冠が載り、金羊毛騎士団の勲章で囲まれている。

ネーデルラントで両脇に金のライオンが配置されたものが使われた。
その後、1640年にポルトガルはスペインから独立したが、スペインでは1668年までこの国章が使われた。

### スペイン・ブルボン家（1700年 - 1808年）

フェリペ5世の紋章

アンジュー公フィリップ（後のフェリペ5世）はヴェルサイユでフランス王太子ルイ（グラン・ドーファン）の次男として生まれた。1700年にカルロス2世が死去してスペイン・ハプスブルク家が断絶し、遺言により彼がスペイン王に即位した（その際の紛争はスペイン継承戦争を参照）。
スペイン・ブルボン家の紋章はフェリペ5世即位時に、フランスの紋章家であったクレランボー（Clairambault）によって作成された。このときの紋章はパー・フェスの形式で以下の通りである。
- 上部はパー・ペイルの形式で、左側がクォータリーの形式で左上と右下がカスティーリャ、右上と左下がレオンの紋章。右側がパー・ペイルの形式で左側にアラゴン、右側にシチリアの紋章。上部の下にはグラナダの国章が入る。
- 下部はクォータリーの形式で左上にオーストリア、右上にブルグント王国の紋章、左下にブルゴーニュ公国、右下にブラバント公国の紋章を配置したもの。下部の下にはフランドル伯とチロルの紋章が入る。
- 中央にブルボン家の紋章の盾を配置。

#### カルロス3世（1759年 - 1788年）

カルロス3世以降使用されたブルボン家の紋章

大航海時代以降のスペインは次第に国力が低下していったが、カルロス3世の時代にある程度の復興を果たした。カルロス3世は啓蒙専制君主として知られている。
1761年にカルロス3世は紋章の修正を行った。
- 外側の円は6分割されている。左上はアラゴンとシチリア、右上はオーストリアとブルゴーニュ公国の紋章。
- 左中段はファルネーゼ家、右中段はメディチ家の紋章。
- 左下はブルグント王国の紋章、右下はブラバント公国の紋章。下段中央はフランドル伯とチロルの紋章。
- 内側の円はクォータリーの形式で左上と右下がカスティーリャ、右上と左下がレオンの紋章。下部にグラナダの紋章。
- 最も内側の円にはブルボン家の紋章。
- 王冠が載り、金羊毛騎士団の勲章が盾のまわりに配置されている。

簡略版の紋章も同時に作られた。

ブルボン家時代に使用された簡略版の国章
1504年 - 1580年
1580年 - 1668年
1668年 - 1700年
金羊毛騎士団の勲章版
ヘラクレスの柱版

### ナポレオン統治下（1808年 - 1813年）

ジョセフ・ボナパルトの紋章

1808年にナポレオン・ボナパルトがスペインへ侵攻し、兄ジョゼフ（ホセ1世）が国王に即位した。しかしスペイン国民の支持を受けることなく、ナポレオンの没落とともに1813年には廃位され、亡命した。
1808年にホセ1世は新たな紋章を作成した。
- 盾は6分割されている。左上はカスティーリャ、右上はレオン、左中段はアラゴン、右中段はナバラ、左下はグラナダ、右下は東南アジアを表す紋章。
- 中央にはフランス皇帝を表す鷲が配置されている。

### ブルボン第一復古王政（1813年 - 1873年）

アマデオ1世の紋章

1813年、フェルナンド7世が王位に復帰し、カルロス3世時代に作成された簡略版の紋章を使用した。絶対君主として君臨しようとしたフェルナンド7世は、1820年にスペイン立憲革命で力を失い、1822年に一旦退位、1823年に復位したものの、1812年憲法を受諾し、王権は制限されることとなった。この時期に植民地の独立が相次いだ。
フェルナンド7世の娘であるイサベル2世の時代に宮廷内は荒れ果て、堪りかねた軍部がクーデターを起こし続けた。王の退位を求める声が噴出し、次代のアマデオ1世は1873年2月11日に退位した。
アマデオ1世はサヴォイア家出身のため、ブルボン家の紋章の中央にある意匠をサヴォイア家を表す赤地に十字のものに置き換えて使用した。

### 第一共和政（1873年 - 1874年）

第一共和政時代のスペイン国章

アマデオ1世退位後、第一共和政が始まった。しかし政情は安定せず、頻繁に首相が交代した。結局1874年12月29日にアルフォンソ12世が即位し、第一共和政は終わりを告げた。
この紋章ではスペイン王の王冠が取り除かれ、市民を表す城壁冠に置き換えられている。

### ブルボン第二復古王政（1875年 - 1931年）

アルフォンソ13世の紋章

アルフォンソ12世によって王政が復古した後、1875年1月8日の法令でブルボン家の意匠が国章内に復活した。その際、盾の縁取りは重要ではないと考えられたので外された。次代のアルフォンソ13世は、カルロス3世の紋章を改変して使用した。この紋章は以下の通りである。
- 外側の円は6分割されている。左上はエルサレムとシチリア、右上はオーストリアとブルグント王国の紋章。
- 左中段はファルネーゼ家、右中段はメディチ家の紋章。
- 左下は古代ブルグント王国の紋章、右下はブラバント公国の紋章。下段中央はフランドル伯とチロルの紋章。
- 内側の円はクォータリーの形式で左上がカスティーリャ、右上がレオン、左下がアラゴン、右下がナバラの紋章。下部にグラナダの紋章。
- 最も内側の円にはブルボン家の紋章。
- 王冠が載り、金羊毛騎士団の勲章が盾のまわりに配置されている。

1870年から1931年の国章
金羊毛騎士団の勲章版
ヘラクレスの柱版

### 第二共和政（1931年 - 1939年）
第二共和政は1931年4月14日にアルフォンソ13世が亡命し、スペイン内戦の期間を経て1939年4月1日にフランコの勝利宣言が出されるまでの期間である。この時期は第一共和政で使われたものと同じ国章を用いていた。

### フランコ独裁（1938年 - 1975年）

独裁初期の国章（1945年まで）

フランコ死去（1977年）までの国章

1939年にフランコ独裁政権が幕を開けた。フランコは1975年に死ぬまで権力を保持し続けた。内戦中の1938年には既に国章の変更に取りかかり、トラスタマラ家の時代に使われていたヨハネの鷲を復活させた。この紋章の特徴は以下の通り。
- 基本的にはカトリック両王が用いた紋章を手直ししたもの。
- 両脇にヘラクレスの柱を配置した。
- 鷲の両翼の下部に弓矢を配置した。

1945年には、国章の一部手直しを行った。

### 立憲君主制（1975年 - ）

立憲君主制初期のスペインの国章(1977-1981)

現在のスペイン国章(1981-)

1975年にフランコ総統が死去し、遺言によりフアン・カルロス1世が即位した。1978年には新憲法が承認され、立憲君主制に移行した。1977年には国章のマイナーチェンジが行われたが、1981年には鷲と弓矢を取り除き、盾の紋様を簡略化した現在の国章が制定された。

スペイン国章に使われてきた紋章一覧
金羊毛騎士団の勲章
エルサレム王国の国章
アラゴン連合王国の国章
オーストリアの国章
ブラバント公国の国章
ブルグント王国の国章
ファルネーゼ家の紋章
メディチ家の紋章
チロルの紋章
フランドル伯の紋章